# Kuivanuoro
Kuivanuoro är en ö i Finland.   Den ligger i kommunen Kemi i den ekonomiska regionen  Kemi-Torneå  och landskapet Lappland, i den norra delen av landet, 600 km norr om huvudstaden Helsingfors. Arean är 6,4 kvadratkilometer.
Terrängen på Kuivanuoro är mycket platt. Den sträcker sig 5,0 kilometer i nord-sydlig riktning, och 3,2 kilometer i öst-västlig riktning.  
I övrigt finns följande på Kuivanuoro:
- Rastinsaari (en ö)
- Sotisaari (en ö)